# Grayan-et-l'Hôpital
 Grayan-et-l'Hôpital  là một xã thuộc tỉnh Gironde trong vùng Nouvelle-Aquitaine tây nam nước Pháp.